# 1388
1388 (MCCCLXXXVIII) fue un año bisiesto comenzado en miércoles del calendario juliano, en vigor en aquella fecha.

## Acontecimientos
- Febrero: Toda la corte de Ricardo II de Inglaterra es condenada por traición por el Parlamento Despiadado, bajo la influencia de los lores apelantes, y todos son ejecutados o exiliados. Ricardo II se convierte en gobernante títere de los lores apelantes.
- 9 de abril: en la Batalla de Näfels, Glaris logra una victoria aplastante, en alianza con la Antigua Confederación Suiza, sobre los Habsburgo, a pesar de que superaban sus fuerzas en razón de 16:1.
- 18 de mayo: en la Batalla del lago Buyur, una fuerza invasora china Ming, comandada por Lan Yu, derrota al gran ejército mongol de Uskhal Khan Tögüs Temür, kan de la dinastía Yuan del Norte, y captura a 100 miembros de la dinastía. Uskhal Khan es asesinado mientras huía del combate y es sucedido por su rival Jorightu Khan Yesüder. La fuerza invasora china arrasa la capital mongola de Karakórum.
- 5 de agosto: en la Batalla de Otterburn, un ejército escocés al mando de James Douglas derrota a un ejército inglés y hace prisionero a su jefe Henry Percy. No obstante, Douglas perece en la batalla.
- 27 de agosto: en la Batalla de Bileća, los bosnios detienen el avance otomano.
- 12 de diciembre: María de Enghien vende el Señorío de Argos y Nauplia a la República de Venecia.
- Aragón pierde el ducado de Atenas.
- La revisión de la Biblia de Wycliffe es completada por John Purvey, y los seguidores de Wycliffe, conocidos como los lolardos, comienzan a ser perseguidos en Inglaterra.
- Juan de Gante, tío de Ricardo II de Inglaterra, hace la paz con Castilla y renuncia como pretendiente al trono castellano al permitir a su hija Catalina de Lancáster casarse con el príncipe Enrique, hijo mayor de Juan I de Castilla.
- Se crea el título de príncipe de Asturias.
- Ramesuan es reinstaurado como rey de Ayutthaya, luego de destronar y ejecutar al joven rey Thong Lan.
- Revolución de Goryeo: El general Yi Seong-gye comienza una revolución de cuatro años en Goryeo (hoy Corea), después de que el rey U de Goryeo le ordenara destruir el ejército chino. Yi desobedece las órdenes reales y combate con las fuerzas leales al rey, venciéndolas. El rey U es destronado y reemplazado por su hijo de 8 años Chang.
- Trần Thuận Tông derroca a Trần Phế Đế como emperador de Vietnam.
- Omar I es sucedido por Sa'id como emperador de Kanem (hoy Chad y Nigeria) y en este mismo año, Sa'id es sucedido por Kade Alunu. Tanto Omar como Sa'id son asesinados por invasores bilala del oeste.
- Ghiyas-ud-Din Tughluq II sucede a Firuz Shah Tughlaq como sultán de Delhi.
- Carlos VI de Francia asume el gobierno, terminando la regencia de su tío Felipe II de Borgoña.
- Se funda la Universidad de Colonia.
- El monasterio de Cozia es erigido en Valaquia.
- Construcción del monasterio de Ljubostinja en Serbia.

## Nacimientos
- 14 de septiembre: Claudius Clavus, geógrafo danés.
- 29 de septiembre: Tomás de Clarence, segundo hijo de Enrique IV de Inglaterra.
- Tomás de Montagu, noble y militar inglés.
- Dai Jin, pintor chino.
- Giovanni Maria Visconti, duque de Milán.

## Fallecimientos
- 29 de febrero: Vladislao el Blanco, noble polaco.
- 4 de marzo: Thomas Usk, sheriff de Londres.
- 10 de mayo: Gidō Shūshin, monje zen y poeta japonés.
- 16 de julio: Nijō Yoshimoto, regente, cortesano y poeta japonés
- 14 de agosto: James Douglas, 2.º Conde de Douglas.
- Choe Yeong, general coreano.
- Simon de Burley, Lord Guardián de los Cinco Puertos.
- Firuz Shah Tughlaq, sultán de Delhi.
- Trần Phế Đế, emperador de la dinastía Trần (Vietnam).
- Uskhal Khan Tögüs Temür, kan de la dinastía Yuan del Norte.